# Len Julians
Len Julians (Tottenham, 19 giugno 1933 – Southend-on-Sea, 17 dicembre 1993) è stato un allenatore di calcio e calciatore inglese, di ruolo attaccante.

## Carriera

### Calciatore
Formatosi nel Walthamstow Avenue, nel 1955 passa al Leyton Orient con cui vince la Third Division South 1955-1956. Nella prima stagione tra i cadetti Julians con il suo club ottiene il quindicesimo posto finale.
Nel dicembre 1958 passa all'Arsenal, club della massima serie inglese, con cui segna al suo debutto contro il Luton Town; nella prima stagione con i Gunners ottenne il terzo posto finale, mentre in quella seguente il tredicesimo posto finale. Nonostante l'ottima media reti (una rete ogni 2,4 partite) e un evidente talento, Julians rimase sempre al margine della rosa, bloccato dalla presenza in rosa di giocatori del calibro di Mel Charles, David Herd, Vic Groves e Jackie Henderson.
Poco impegnato all'Arsenal, nell'estate 1960 passa al Nottingham Forest, militante sempre nella massima serie inglese. Con il Forest partecipa alla Coppa delle Fiere 1961-1962, venendo eliminato ai sedicesimi di finale.
Nel 1963 passa al Millwall, militante nella terza serie. Con il Millwall retrocede in quarta serie al termine della Third Division 1963-1964, riottenendo però l'accesso alla terza serie grazie al secondo posto ottenuto nella Fourth Division 1964-1965. La stagione seguente ottiene la promozione in cadetteria grazie al secondo posto conquistato. Nell'ultima stagione in forza al Millwall, Julians con il suo club ottenne l'ottavo posto della Second Division 1966-1967.
Nel 1968 viene ingaggiato dagli statunitensi del Detroit Cougars come allenatore-giocatore nella neonata North American Soccer League. Julians, entrato in conflitto con la società, verrà sollevato a stagione in corso dall'incarico, venendo sostituito dal magiaro András Nagy.

### Allenatore
Dopo la breve esperienza come allenatore-giocatore dei Detroit Cougars, nel 1983 diviene l'allenatore del club keniota del Gor Mahia. Con il sodalizio di Nairobi rimase sino al 1985, aggiudicandosi tre titoli consecutivi. Dopo aver perso la finale della CECAFA Club Cup 1984, Julians con la sua squadra si aggiudicò il torneo 1985, battendo in finale i connazionali del AFC Leopards, che si erano aggiudicati l'edizione precedente.
Nel 1991 torna alla guida del Gor Mahia, con cui vince il suo quarto campionato keniota.

## Palmarès

### Calciatore
- Third Division South: 1

Leyton Orient: 1955-1956

### Allenatore

#### Competizioni nazionali
- Kenyan Premier League: 4

Gor Mahia: 1983, 1984, 1985, 1991

#### Competizioni internazionali
- Coppa CECAFA per club: 1

Gor Mahia: 1985